# Magnus Konow
Magnus Andreas Thulstrup Clasen Konow (* 1. September 1887 in Stokke (Sandefjord), Norwegen; † 25. August 1972 in San Remo, Italien) war ein norwegischer Segler in verschiedenen Meter-Klassen.

## Familie
Magnus Konow war der Sohn von Einar Konow (1859–1946) und Dagny Clasen (1864–1900). Er verheiratete sich dreimal, zuerst 1913 mit Else Nanna Grove aus Dänemark (1891–xx). Sie war die Tochter von Andreas Grove aus Kopenhagen (1856–1939) und Caroline Louise Frederikke Anette Ewald (geb. 1869). Sie hatten zusammen drei Kinder: die Tochter Henny Else (1914–1999), später verheiratet mit Ragnar Hargreaves; die Tochter Vera Alexandra (1916–2009), später verheiratet mit Lars Skage Musæus, und den Sohn Karsten Magnus (1918–1945).
Später heiratete er Iselin Danelius (9. Februar 1915 – 16. März 1939) aus Bergen in Norwegen. Dies blieb eine kurze Ehe. Seine dritte Ehe mit Olga Rapaport (1913–2002) hielt bis zum Schluss. Sie hatten einen gemeinsamen Sohn Magnus Einar Konow (* 1948).

## Beruflicher Werdegang
Nach dem Schulabschluss begann er eine Ausbildung in der Papierherstellung, dann ging er nach Buenos Aires, um dort ein Importgeschäft aufzubauen. Er kam zurück nach Norwegen und führte in Oslo ein Import-Exportgeschäft. Er war erfolgreich als Mitbegründer und Eigentümer der Firma A/S Rosshavet in Sandefjord, die eine Lizenz zur Waljagd im antarktischen Rossmeer hatte. Er nahm auch an Walfangexpeditionen teil und schoss eigenhändig diverse Wale. Während des Zweiten Weltkrieges emigrierte Konow in die Vereinigten Staaten von Amerika und wurde US-Amerikaner.

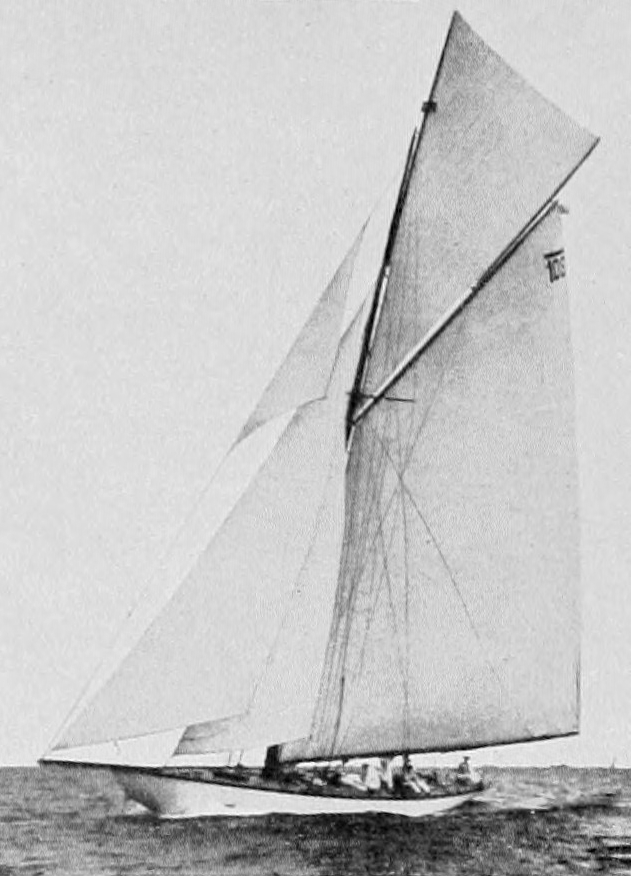
Magda IX, 12mR, 1912, Goldmedaille 1912

## Sportliche Erfolge
Er nahm an sechs Olympischen Spielen teil und gewann zwei Goldmedaillen und eine Silbermedaille. Bei den olympischen Segelwettbewerben, bei denen er keine Medaille gewann, erreichte er mindestens den vierten Platz.

### Sechs Olympiateilnahmen
- 1908 Olympische Sommerspiele in London (Austragungsort: Solent vor Ryde). Magnus Konow war Crew-Mitglied auf der norwegischen Yacht Fram in der 8-Meter-Klasse unter dem Skipper Johan Anker. Die Yacht erreichte Platz 4.
- 1912 Olympische Sommerspiele in Stockholm (Austragungsort: Nynäshamn). Vier Jahre später gewann er als Crew-Mitglied auf der norwegischen 12-Meter-Yacht Magda IX wieder mit Skipper Johan Anker die Gold-Medaille in der 12-Meter-Klasse.

8-Meter-Yachten der Olympischen Sommerspiele 1920

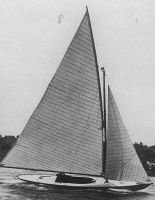
8-Meter-Klasse Sildra NOR, Olympische Spiele 1920

- 1920 Olympische Sommerspiele in Antwerpen (Austragungsort: Nordsee vor Oostende). Er gewann seine zweite Goldmedaille als Crew-Mitglied der norwegischen Yacht Sildra in der 8-Meter-Klasse.
- 1928 Olympische Sommerspiele in Amsterdam (Austragungsort: Zuiderzee). An seinen vierten Olympischen Spielen nahm er aIs Mannschaftsmitglied auf der norwegischen Yacht Noreg teil, die die Regatten auf Platz 4 in der 8-Meter-Klasse beendete.
- 1936 Olympische Sommerspiele in Berlin (Austragungsort: Kiel). Magnus Konow gewann seine dritte Medaille als Skipper und Steuermann auf der norwegischen Yacht Lully II. Sein Sohn Karsten Konow war Crew-Mitglied bei der Regatta. Sie gewannen die Silbermedaille in der 6-Meter-Klasse mit nur einem Punkt weniger als der Goldmedaillen-Gewinner Großbritannien.
- 1948 Olympische Sommerspiele in London (Austragungsstätte: Torquay). Seine sechsten Olympischen Spiele segelte Magnus Konow als Skipper und Steuermann der norwegischen Yacht Apache. Seine beiden Schwiegersöhne Ragnar Hargreaves und Lars Skage Musæus waren Crew-Mitglieder. Sie beendeten die Regatta auf Platz 4 der 6-Meter-Klasse.

Magnus Konow ist einer von nur vier Athleten, die an den Olympischen Spielen über einen Zeitraum von 40 Jahren teilgenommen haben, gemeinsam mit dem dänischen Fechter Ivan Osiier und den beiden Seglern Paul Elvstrøm aus Dänemark und Durward Knowles von den Bahamas.

### One Ton Cup
Magnus Konow gewann vier Mal den One-Ton-Cup als Skipper und Steuermann von norwegischen Yachten, zuletzt 1957 im Alter von 70 Jahren.
- 1932 in Sandhamn, Norwegen mit der 6mR-Yacht Abu, Design: Johan Anker
- 1933 in Hanko, Norwegen mit der 6mR-Yacht Varg V, Design: Bjarne Aas
- 1934 in Hanko, Norwegen mit der 6mR-Yacht White Lady, Design: Bjarne Aas
- 1957 in Hanko, Norwegen mit der 6mR-Yacht Llanoria, Design: Sparkman & Stephens

### Sonstige sportliche Aktivitäten
Schon als Student wurde er 1907 Mitglied im Segelclub Kongelig Norsk Seilforening (KNS) (deutsch: Königlich Norwegischer Yachtclub) und war später Mitglied des Vorstandes und von 1937 bis 1940 stellvertretender Vorsitzender. Er förderte viele technische Neuerungen im Segelsport. Als junger Mann war Konow in den Sportarten Skispringen und Rudern aktiv.